# William Ier de Bimbia
Pour les articles homonymes, voir Bimbia (homonymie).
William Ier de Bimbia, né Bile, est un chef et roi de l'ethnie Isubu. Il vivait à Bimbia sur la côte du Cameroun au milieu et à la  fin du XIXe siècle. Des commerçants britanniques ont reconnu la souveraineté de William sur Bimbia et l'ont qualifié de «roi»,.

## Biographie

### Sacrifices humains
Au 31 mars 1848, William Ier de Bimbia, ainsi que les chefs de Bimbia  signent à William's town un engagement où ils font solennellement la promesse d'en finir avec l'abominable, inhumain et non chrétienne coutume de sacrifier des humains à la mort de l'un de leurs chefs, ou en raison de pratiques superstitieuses. L'engagement est signé en présence de :King William, Prince William, Quan, Nacco, Dick, Young Ambie, Dick Marchand, Duke Marchand, Rodney Eden, Capitaine de H.M. Ship 'Amphirnte'.

### Vente de Victoria à Alfred Saker
William a vendu un terrain au missionnaire britannique Alfred Saker pour fonder la colonie baptiste de Victoria, aujourd'hui appelée Limbé.
L'acte de vente et copie de l'acte d'achat de Victoria District stipule: 
Traités britanniques avec le roi et les chefs de Victoria, Ambas Bay
Sachez tous,
Moi, William, chef et connu roi des Isubu, et le seul et légitime propriétaire des quartiers contigus à Isubu et connu comme sous le nom de Man'O War bay et Amboise Bay
et les îles appartenant à celle-ci (Foo Bay, Mondori, Ndami et Bobia), en présence principaux chefs Isubu déclarent par cet acte donner à Alfred Saker et à 33 Moorgate Street à Londres à son héritier, exécuteurs testamentaires et attribuer tout mon droit et titre à la souveraineté et la possession du district ici spécifié. Et je reconnaissais avoir reçu ce jour une note et la demande de paiement des considérations annexes comme suit:
1. Une promesse de marchandises de valeur £ 50
2. Une promesse de marchandises de valeur £ 150
3. Une promesse de marchandises de valeur 1 800 £ à payer sur trois ans.
En confirmation de cela et, en présence de rhe des chefs précités que je fais
par les présentes Attix mon nom et marquer le 23 août, 1858
(Signé) William X Roi, (Signé) Joseph Fuller, Nakko (Témoins)
Nous Chefs et principaux hommes de Isubu ne reconnaissent par la présente que William est possesseur légitime du district ici transféré et que le transfert est fait en notre présence.
(Signé) Duke Merchant, Nakko, Duke Bimbia
Bimbia, le 6 août " '1862

### Vente de Ambosi Bay à Alfred Saker
Traités britanniques avec les chefs Bimbia
Moi, William, Roi et chef des Isubu, reconnais avoir reçu de Alfred Saker la possession d'une nouvelle maison, construite par lui et la fin du paiement de l'argent accepté d'être payé par lui, en échange du territoire et district connu sous le nom Ambosi Bay. William, Roi, Témoin: E.J. Paon